# بوعلام خوخی
بوعلام خوخی (عربی: بوعلام خوخي؛ زادهٔ ۷ سپتامبر ۱۹۹۰) یک بازیکن فوتبال الجزایری‌تبار اهل قطر است.

## باشگاهی
از باشگاه‌هایی که در آن بازی کرده‌است می‌توان به العربی قطر اشاره کرد.

## تیم ملی
وی همچنین در تیم ملی فوتبال قطر بازی کرده‌است.